# Хајдучка пећина
Хајдучка пећина је пећина код Плавчева у северном делу Хомољских планина, јужно од Кучева у источној Србији, на самом врху Хомољских планина. Није уређена за разгледање.